# Aylmer Bourke Lambert

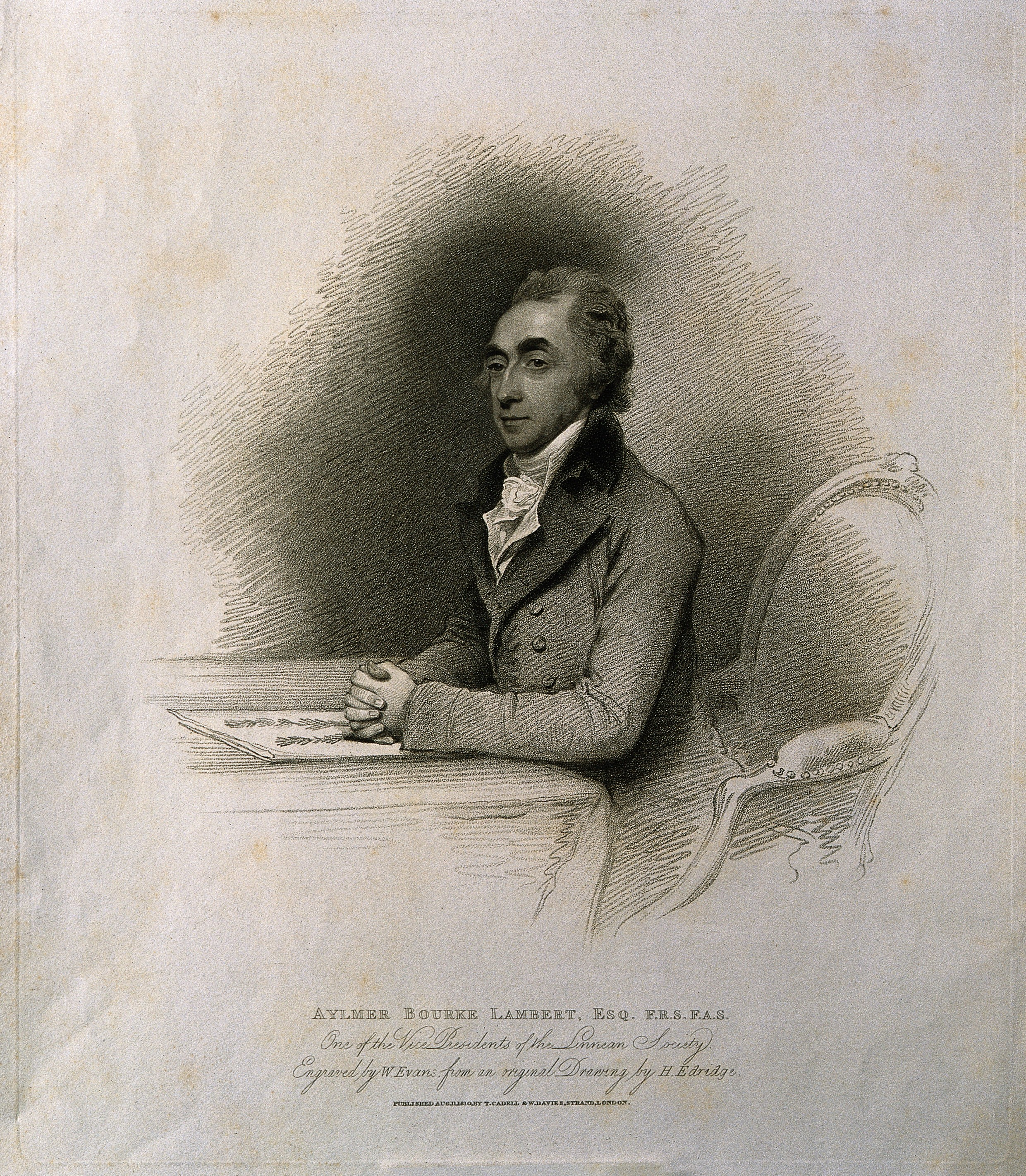
Aylmer Bourke Lambert, Werk von W. Evans, 1810

Aylmer Bourke Lambert (* 2. Februar 1761 in Bath, Somerset; † 10. Januar 1842 in Kew Green) war ein englischer Botaniker. Sein botanisches Autorenkürzel lautet „Lamb.“

## Leben und Wirken
Aylmer Bourke Lambert war der einzige Sohn des Gutsbesitzers Edmund Lambert aus Boyton House bei Heytesbury in Wiltshire, und seiner ersten Frau Bridget Bourke, Tochter eines irischen Viscounts. Bereits als Kind betätigte sich Lambert als Sammler; er legte ein Museum in Boyton an, bevor er in die Schule kam. Im Alter von 12 Jahren wurde er auf die Hackney School geschickt. Dort widmete er sich, unter einem Mr. Newcome, vor allem seiner botanischen Sammelleidenschaft. Nach dem frühen Tod seiner Mutter heiratete sein Vater 1773 eine Tochter des Naturkundlers Henry Seymer, der einen großen exotischen Garten und eine reiche Conchyliensammlung besaß. Aylmer Bourke Lambert verbrachte mehrmals seine Ferien bei der Familie Seymer in Hanford, Dorset. Da Henry Seymer mit vielen Botanikern in Korrespondenz stand, bekam Lambert Kontakt zu Richard Pulteney aus Blandford und zur Dowager Duchess of Portland, deren Herbarium er später ankaufte.
Von seiner Mutter erbte Lambert Plantagen auf Jamaika und Land in Irland; dies, zusammen mit einer späteren Erbschaft väterlicherseits machte ihn zeitlebens finanziell unabhängig, sodass er sich ganz seinen botanischen bzw. naturgeschichtlichen Interessen widmen konnte. Sowohl sein Vater als auch seine Schwiegermutter ermunterten ihn, sich dem Studium der Natur zu widmen.
Lambert schrieb sich am 26. Januar 1779 als commoner an der St Mary Hall der Universität Oxford ein, schloss sein Studium jedoch niemals ab. An der Universität lernte er Daniel Lysons, später auch Joseph Banks und James Edward Smith kennen. Nach drei Studienjahren verließ er Oxford und lebte künftig in London und Salisbury. Er heiratete Catherine, Tochter des Richard Bowater aus Allesley Warwickshire. Seine Frau starb früh. Lambert unternahm eine Reise nach Irland, um den dortigen Familienbesitz zu besichtigen.
Lambert wurde ein enger Freund von James Edward Smith, der es ihm ermöglichte, bei der Gründung der Linnean Society of London 1788 Mitglied zu werden. 1796 wurde er von Smith zu einem der vier Vizepräsidenten der Gesellschaft ernannt, und von da an bis zu seinem Tode war er fast fünfzig Jahre lang Vizepräsident der Gesellschaft. Zum Ende seiner Amtszeit war er das letzte überlebende Mitglied aus der Gründungszeit.
1791 wurde Lambert als „Fellow“ in die Royal Society gewählt. Lambert wurde ebenso Mitglied der Society of Antiquaries of London und mehrerer weiterer Vereinigungen. Im Jahr 1826 wurde er zum Mitglied der Leopoldina gewählt.
Als sein Vater 1802 starb, zog Lambert von Salisbury nach Boyton zurück, wo er ein Herbarium mit etwa 30.000 Belegen anlegte.
Gegen Ende seines Lebens verließ Lambert Boyton, das seiner Gesundheit nicht sehr zuträglich war, und zog in ein Haus in Kew Green. Dort starb er am 10. Januar 1842.

## Weitere Ehrungen
Die Pflanzengattung Lambertia Sm. aus der Familie der Silberbaumgewächse (Proteaceae) wurde durch den mit ihm befreundeten britischen Botaniker James Edward Smith zu seinen Ehren benannt; daneben ehrt ihn das Artepitheton der Zuckerkiefer (Pinus lambertiana).

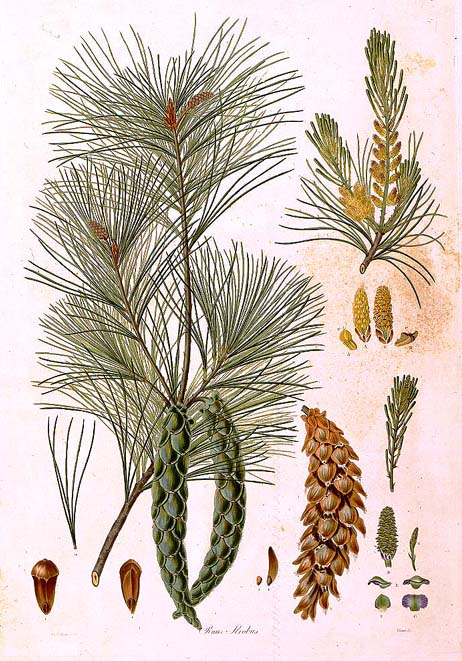
Pinus strobus, Illustration von Ferdinand Bauer in Lamberts Werk A Description of the Genus Pinus

## Werke
Lamberts Hauptwerk, zu dem sein Assistent David Don erhebliche Teile beisteuerte, war die Monografie A description of the genus Pinus über die Gattung der Kiefern (Pinus), die damals umfassender als heute gesehen wurde und alle Koniferen umfasste. Der erste Band, der Joseph Banks gewidmet war und 43 kolorierte Tafeln enthielt, erschien 1803. Der zweite Band mit 12 Tafeln war Richard Colt Hoare gewidmet und erschien 1824. Von der zweiten Ausgabe erschien der erste Band mit 36 Tafeln 1828, der mit 35 Tafeln ausgestattete zweite Band kam 1828 heraus, ein dritter Band mit 17 Tafeln erschien 1837. Eine weitere Ausgabe in zwei Bänden, die William IV. gewidmet war, erschien 1832.
1797 veröffentlichte Lambert, unterstützt von Joseph Banks, sein Werk A description of the genus Cinchona mit Illustrationen von Ferdinand Lucas Bauer, das auf Belegen im Banksian Herbarium fußte. 1821 wurde ein Ergänzungsband An illustration of the genus Cinchona nachgereicht.
Lambert trug auch zum 1805 erschienenen Botanist’s guide through England and Wales von Dawson Turner und Lewis Weston Dillwyn sowie zur 1790 bis 1814 erschienenen English Botany von James Sowerby und James Edward Smith bei.
Hier eine Werkliste:
- A description of the genus Cinchona. 1797, doi:10.5962/bhl.title.488 (illustratedgarden.org).
- A description of the genus Pinus. doi:10.5962/bhl.title.44704 (1803–1824, 2. Auflage 1828–1837, weitere Auflagen 1832, 1837–1842 und 1842; teilweise in Zusammenarbeit mit David Don).
- An illustration of the genus Cinchona. 1821, doi:10.5962/bhl.title.715.